# Filippo Spinola
Filippo Spinola (Genova, 1º dicembre 1535 – Roma, 20 agosto 1593) è stato un cardinale e vescovo cattolico italiano.

## Biografia
Nacque il 1º dicembre 1535 a Genova. Era il figlio di Agostino Spinola, feudatario di Tassarolo e Pasturana, e di Geronima Doria Albenga.
Il 17 febbraio 1566 ricevette l'investitura di vescovo di Bisignano, carica che ricoprì fino al 1569, quando fu eletto vescovo di Nola. Papa Gregorio XIII lo elevò al rango di cardinale nel concistoro del 12 dicembre 1583; l'anno seguente fu nominato cardinale presbitero di Santa Sabina. Nel 1585 divenne anche legato apostolico di Perugia e dell'Umbria.
Morì a Roma il 20 agosto 1593, all'età di cinquantasette anni.

## Genealogia episcopale e successione apostolica
La genealogia episcopale è:
- Cardinale Giovanni Battista Cicala
- Cardinale Filippo Spinola

La successione apostolica è:
- Vescovo Giovanni Leonardo Bottiglieri (1591)
- Vescovo Pompeo De Nobili (1591)
- Vescovo Juan Pedro González de Mendoza, O.S.A. (1593)